# Championnat du Royaume-Uni de snooker 1977
Le championnat du Royaume-Uni de snooker 1977 est la première  édition de ce tournoi de snooker professionnel appartenant à la catégorie classée. Il s'est déroulé au Tower Circus de Blackpool et a été remporté par l'Irlandais Patsy Fagan.
Ce tournoi concerne uniquement les résidents britanniques ou les détenteurs d'un passeport britannique. Il est parrainé par Super Crystalate, entreprise britannique spécialisée dans la fabrication de composants électroniques.

## Résultats

### Tour de qualification
Ces matchs ont été disputés au meilleur des 9 manches,

#### 1ertour
| Chris Ross      | 5–1 | Jack Karnehm    |
| Patsy Fagan     | 5–1 | Jackie Rea      |
| Jim Meadowcroft | 5–1 | Pat Houlihan    |
| Doug Mountjoy   | 5–2 | Roy Andrewartha |
| Willie Thorne   | 5–4 | Bernard Bennett |
| David Taylor    | 5–4 | David Greaves   |
| John Dunning    | 5–4 | Maurice Parkin  |

#### 2etour
| Patsy Fagan     | 5–0         | Fred Davis    |
| Jim Meadowcroft | 5–4         | Ray Reardon   |
| John Virgo      | 5–2         | Dennis Taylor |
| Graham Miles    | 5–1         | Chris Ross    |
| Doug Mountjoy   | 5–3         | John Spencer  |
| Willie Thorne   | 5–4         | Rex Williams  |
| Alex Higgins    | 5–4         | David Taylor  |
| John Dunning    | par forfait | John Pulman   |

### Phase finale
|  | Quarts de finale au meilleur des 9 manches | Quarts de finale au meilleur des 9 manches | Quarts de finale au meilleur des 9 manches |               |               | Demi-finales au meilleur des 17 manches | Demi-finales au meilleur des 17 manches | Demi-finales au meilleur des 17 manches |  |  | Finale au meilleur des 23 manches | Finale au meilleur des 23 manches | Finale au meilleur des 23 manches |
|  |                                            |                                            |                                            |               |               |                                         |                                         |                                         |  |  |                                   |                                   |                                   |
|  |                                            | Patsy Fagan                                | 5                                          |               |               |                                         |                                         |                                         |  |  |                                   |                                   |                                   |
|  |                                            | Jim Meadowcroft                            | 4                                          |               |               |                                         |                                         |                                         |  |  |                                   |                                   |                                   |
|  |                                            | Jim Meadowcroft                            | 4                                          |               | Patsy Fagan   | 9                                       |                                         |                                         |  |  |                                   |                                   |                                   |
|  |                                            |                                            |                                            |               | Patsy Fagan   | 9                                       |                                         |                                         |  |  |                                   |                                   |                                   |
|  |                                            |                                            | John Virgo                                 | 8             |               |                                         |                                         |                                         |  |  |                                   |                                   |                                   |
|  |                                            | John Virgo                                 | John Virgo                                 | 8             | 5             |                                         |                                         |                                         |  |  |                                   |                                   |                                   |
|  |                                            | John Virgo                                 |                                            |               | 5             |                                         |                                         |                                         |  |  |                                   |                                   |                                   |
|  |                                            | Graham Miles                               | 2                                          |               |               |                                         |                                         |                                         |  |  |                                   |                                   |                                   |
|  |                                            |                                            |                                            |               |               |                                         |                                         |                                         |  |  |                                   | Patsy Fagan                       | 12                                |
|  |                                            |                                            |                                            | Doug Mountjoy | 9             |                                         |                                         |                                         |  |  |                                   |                                   |                                   |
|  |                                            | Doug Mountjoy                              | 5                                          |               |               |                                         |                                         |                                         |  |  |                                   |                                   |                                   |
|  |                                            | Willie Thorne                              | 4                                          |               |               |                                         |                                         |                                         |  |  |                                   |                                   |                                   |
|  |                                            | Willie Thorne                              | 4                                          |               | Doug Mountjoy | 9                                       |                                         |                                         |  |  |                                   |                                   |                                   |
|  |                                            |                                            |                                            |               | Doug Mountjoy | 9                                       |                                         |                                         |  |  |                                   |                                   |                                   |
|  |                                            |                                            | Alex Higgins                               | 2             |               |                                         |                                         |                                         |  |  |                                   |                                   |                                   |
|  |                                            | Alex Higgins                               | Alex Higgins                               | 2             | 5             |                                         |                                         |                                         |  |  |                                   |                                   |                                   |
|  |                                            | Alex Higgins                               |                                            |               | 5             |                                         |                                         |                                         |  |  |                                   |                                   |                                   |
|  |                                            | John Dunning                               | 0                                          |               |               |                                         |                                         |                                         |  |  |                                   |                                   |                                   |